# 프렌치롤
프렌치롤(영어: French roll)은 바게트와 비슷한 여러 가지 롤빵을 부르는 이름이다.

## 지역별 프렌치롤

### 아시아

#### 홍콩·마카오
홍콩과 마카오에서 뒨팟바우(광둥어: 短法包, 월병: dyun2 faat3 baau1)로도 불리는 "쥐자이바우(豬仔包)를 먹는다. "뒨팟바우"는 "짧은 프랑스빵"이라는 뜻이며, 광둥어에서 "프랑스빵(팟바우)"이 "바게트"를 가리키기 때문에 "짧은 바게트"라는 뜻이기도 하다.

### 유럽

#### 스페인
마요르카에서 파네트 프란세스(카탈루냐어: panet francès)로도 불리는 "룡게트(llonguet)"를 먹는다. "파네트 프란세스"는 "작은 프랑스빵"이라는 뜻이다. 카탈루냐어에서 "작은 빵"이라는 뜻의 "파네트"가 "롤빵"을 가리키기 때문에, 말 그대로 "프랑스 롤빵"이라는 뜻이다.

### 아메리카
라틴 아메리카의 여러 지역에서 몇 가지 롤빵이 "프랑스빵"이라는 뜻의 판 프란세스(스페인어: pan francés)나 팡 프란세스(포르투갈어: pão francês) 등으로 불린다.

#### 멕시코·중앙아메리카
멕시코 북동부의 코아우일라, 두랑고 등 라구네라 지역에서 "판 프란세스(pan francés)"를 즐겨 먹는다. 이 지역의 프렌치롤을 "판 프란세스 라구네로(pan francés lagunero)"라 구분해부르기도 한다.
멕시코와 중앙아메리카에서 "볼리요(bolillo)"를 "판 프란세스(pan francés)"로 부르기도 한다.

#### 볼리비아·칠레·페루
볼리비아와 칠레에서는 "마라케타(marraqueta)"를 "판 프란세스(pan francés)"로 부르기도 한다.
페루에서도 마라케타를 먹지만, 페루 사람들이 "판 프란세스(pan francés)"라 부르는 빵은 마라케타가 아니다. 페루식 프렌치롤을 "판 프란세스 페루아노(pan francés peruano)"라 구분해 부르기도 한다.

#### 브라질
브라질에서 "팡 프란세스(pão francês)"로 불리는 프렌치롤은 포르투갈에서 "카르카사(carcaça)"나 "파푸세쿠(papo-seco)"라 불리는 빵과 비슷하며, 가볍고 바삭바삭하다. "팡 카세치뉴(pão-cacetinho)"나 "카세치뉴(cacetinho)"로도 불리며, "작은 빵"이라는 듯의 "팡지뉴(pãozinho)", "소금빵"이라는 뜻의 "팡 지 사우(pão de sal)", "밀빵"이라는 뜻의 "팡 지 트리구(pão de trigo)", "물빵"이라는 뜻의 "팡 지 아구아(pão de água)", 그 외에 "아구아두(aguado)", "카레카(careca)", "자코(jacó)" 등으로도 불린다.

#### 아르헨티나·우루과이·파라과이
아르헨티나와 우루과이, 파라과이에서는 "판 펠리페(pan felipe)"를 먹는다.
우루과이 사람들이 먹는 "판 마르세예스(pan marsellés)"는 조금 더 단단하고 밀도 있는 빵이다. "마르세유 빵"이라는 뜻이다.

## 사진

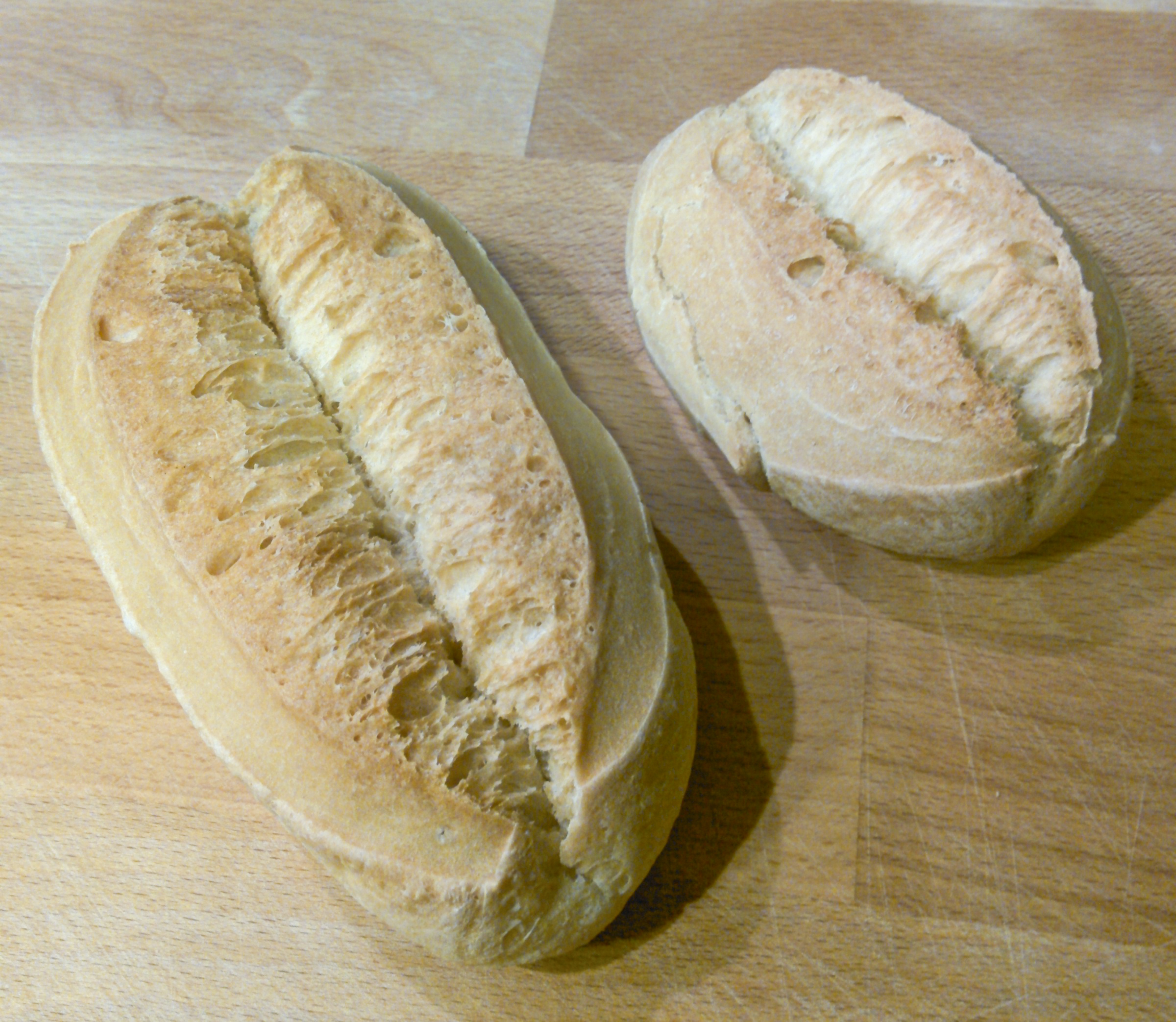
룡게트 (마요르카)
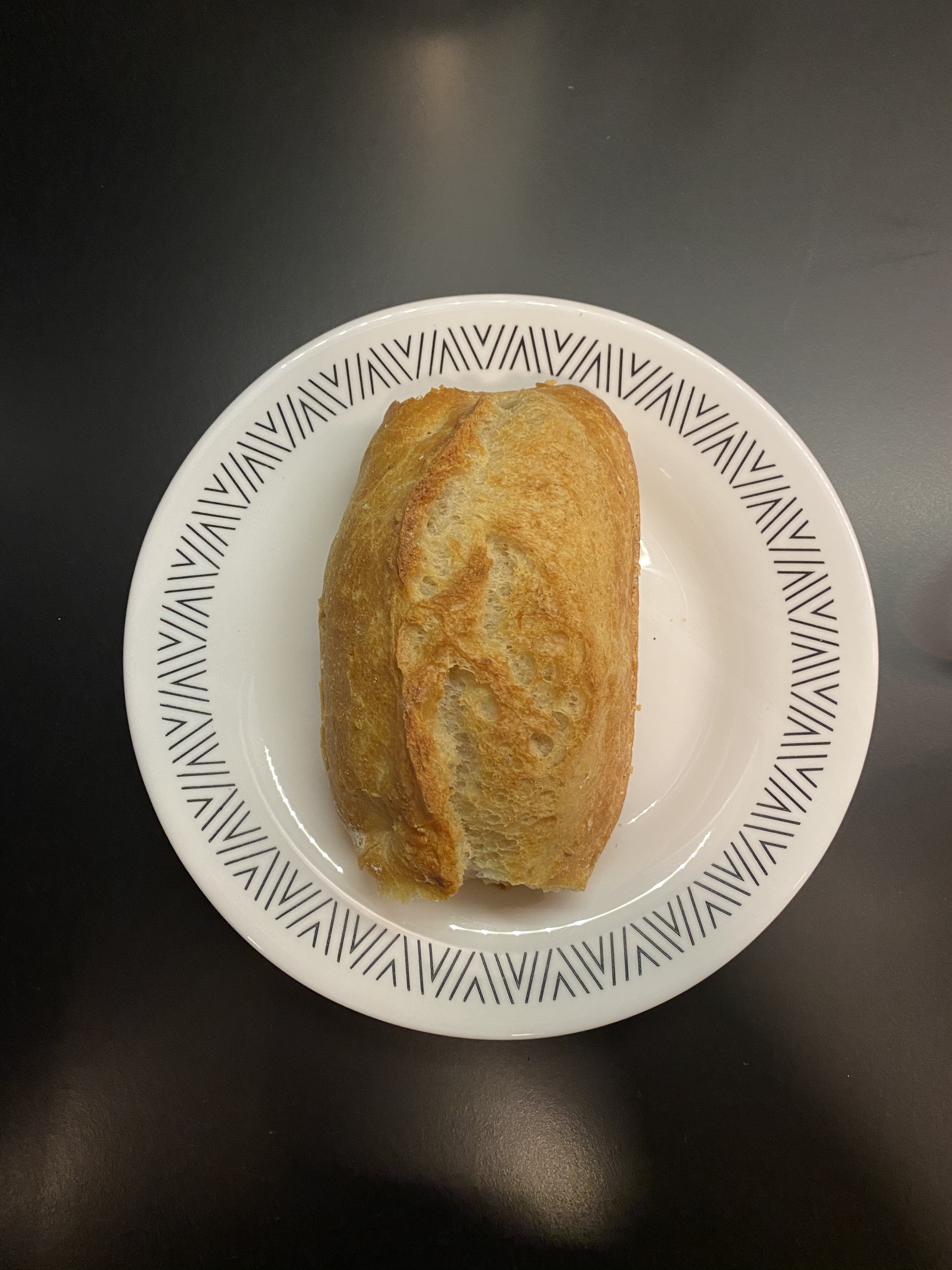
마라케타 (볼리비아)
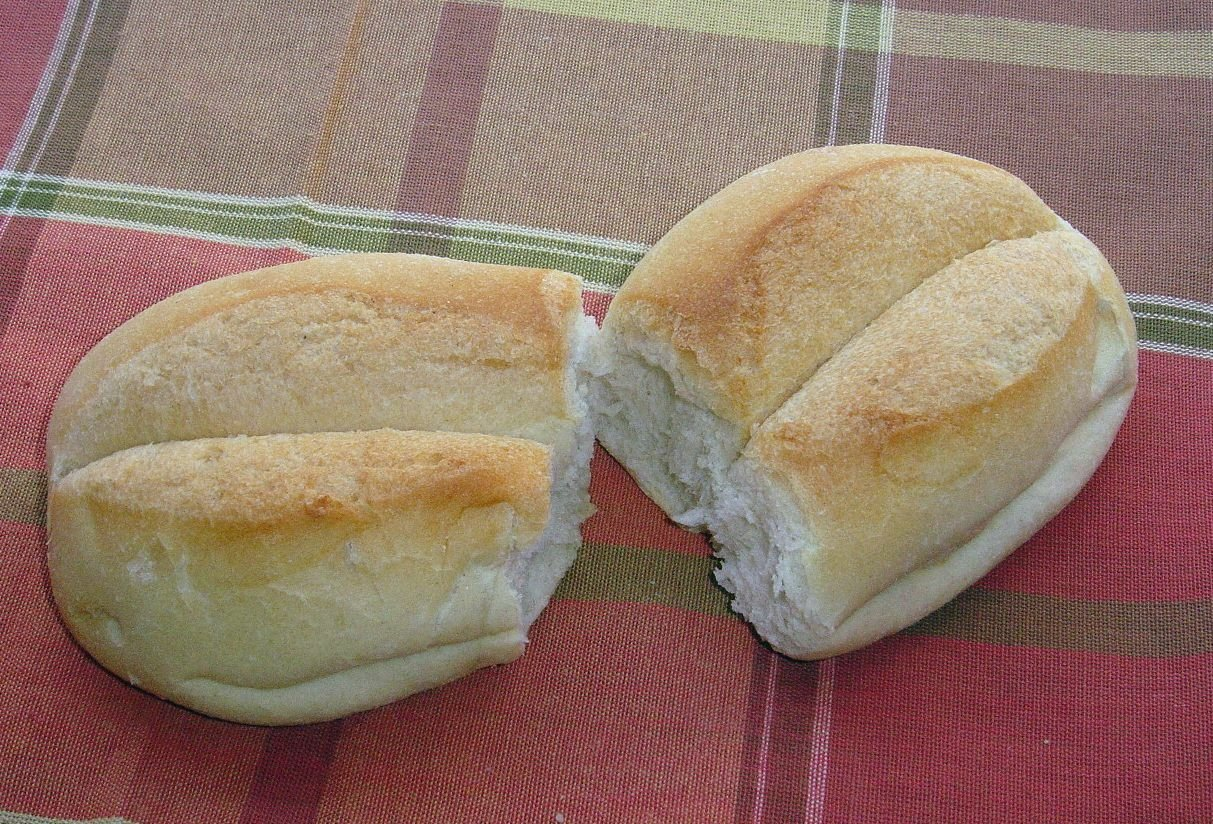
마라케타 (칠레)
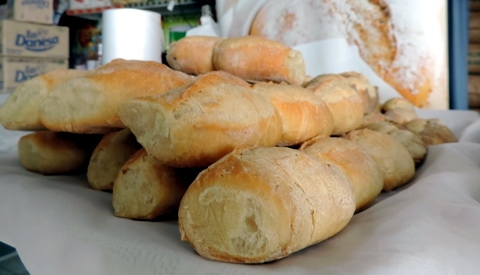
마라케타 (페루)
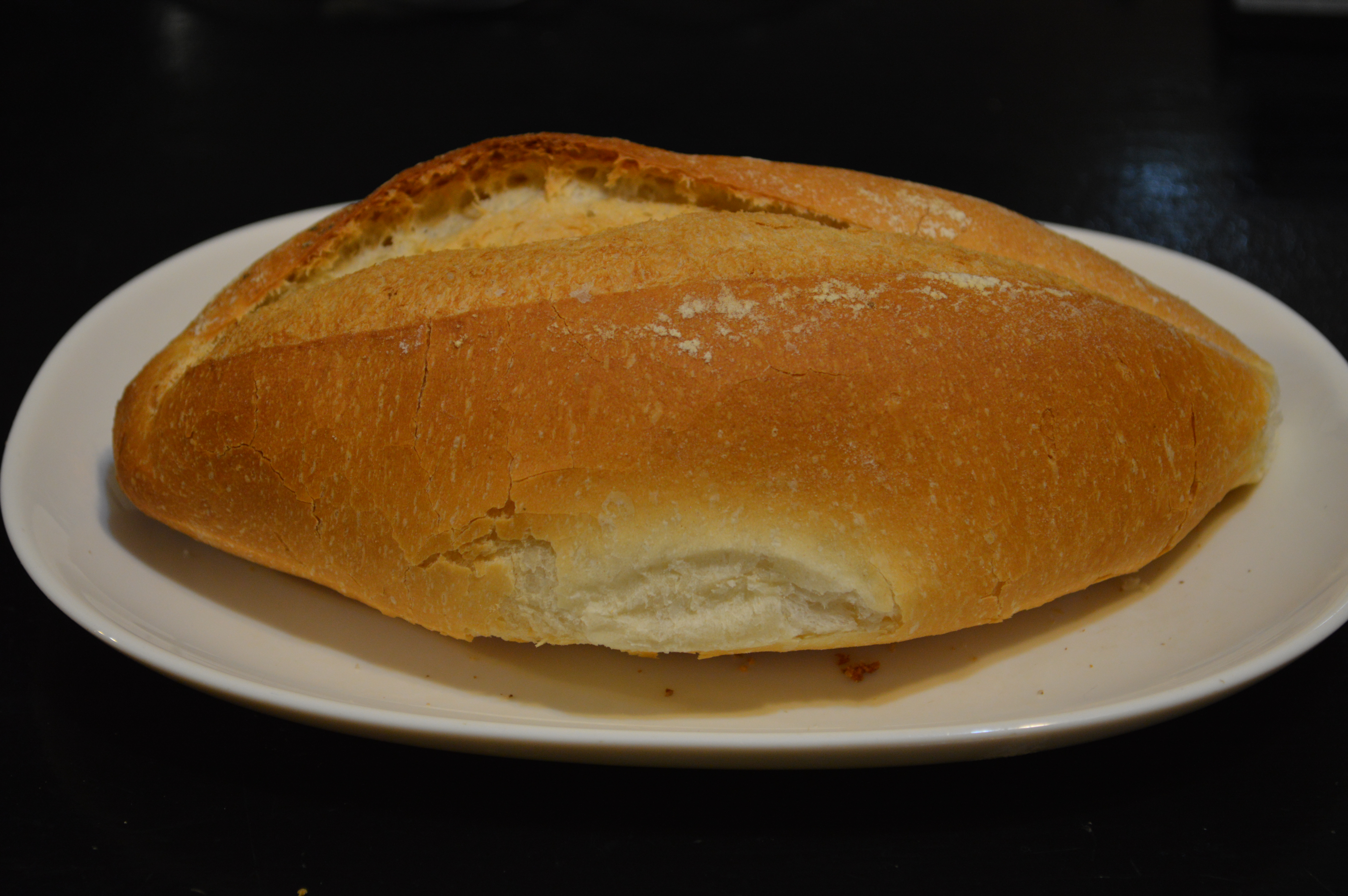
볼리요 (멕시코)
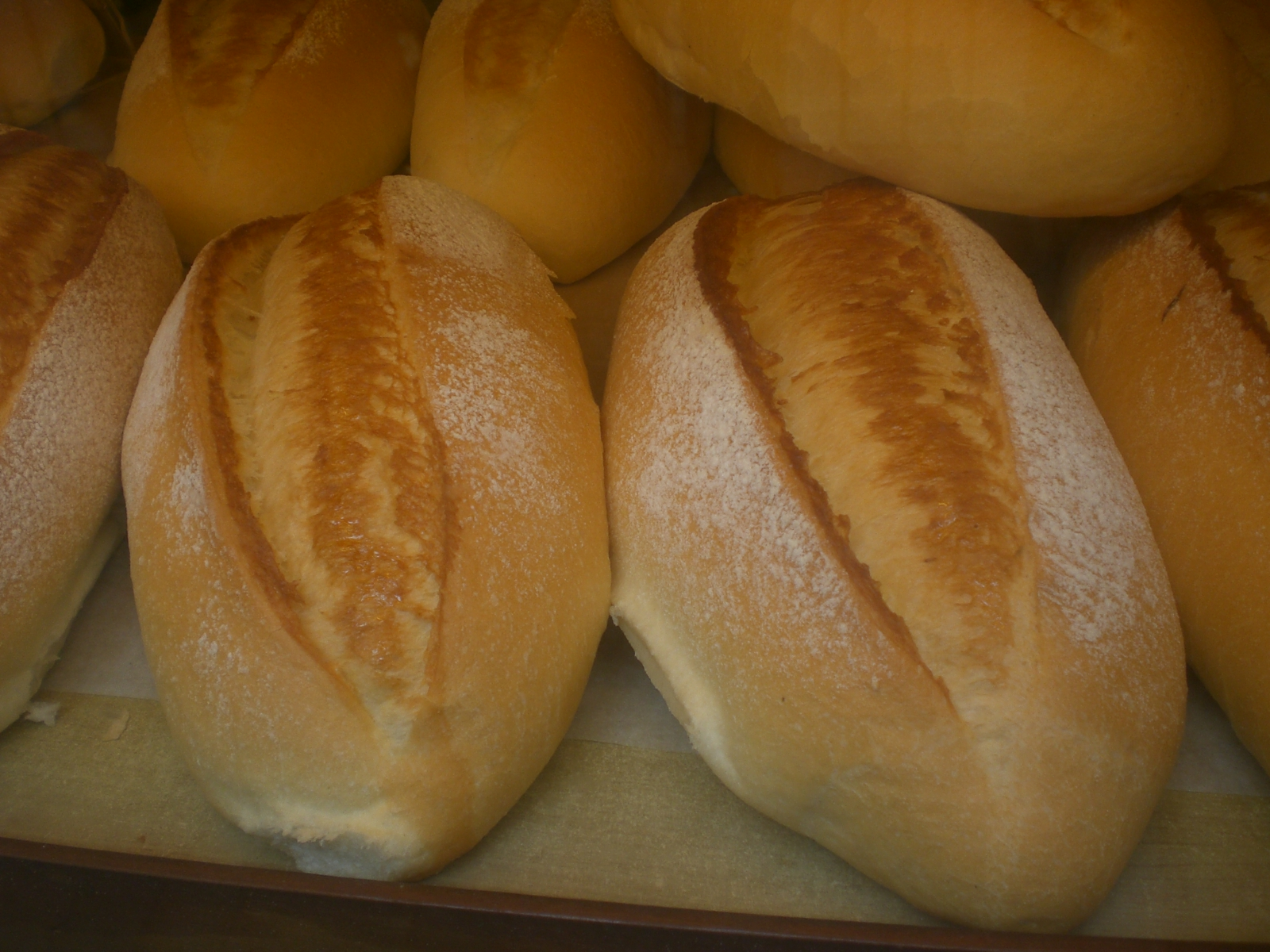
쥐자이바우 (홍콩)
판 마르세예스 (우루과이)
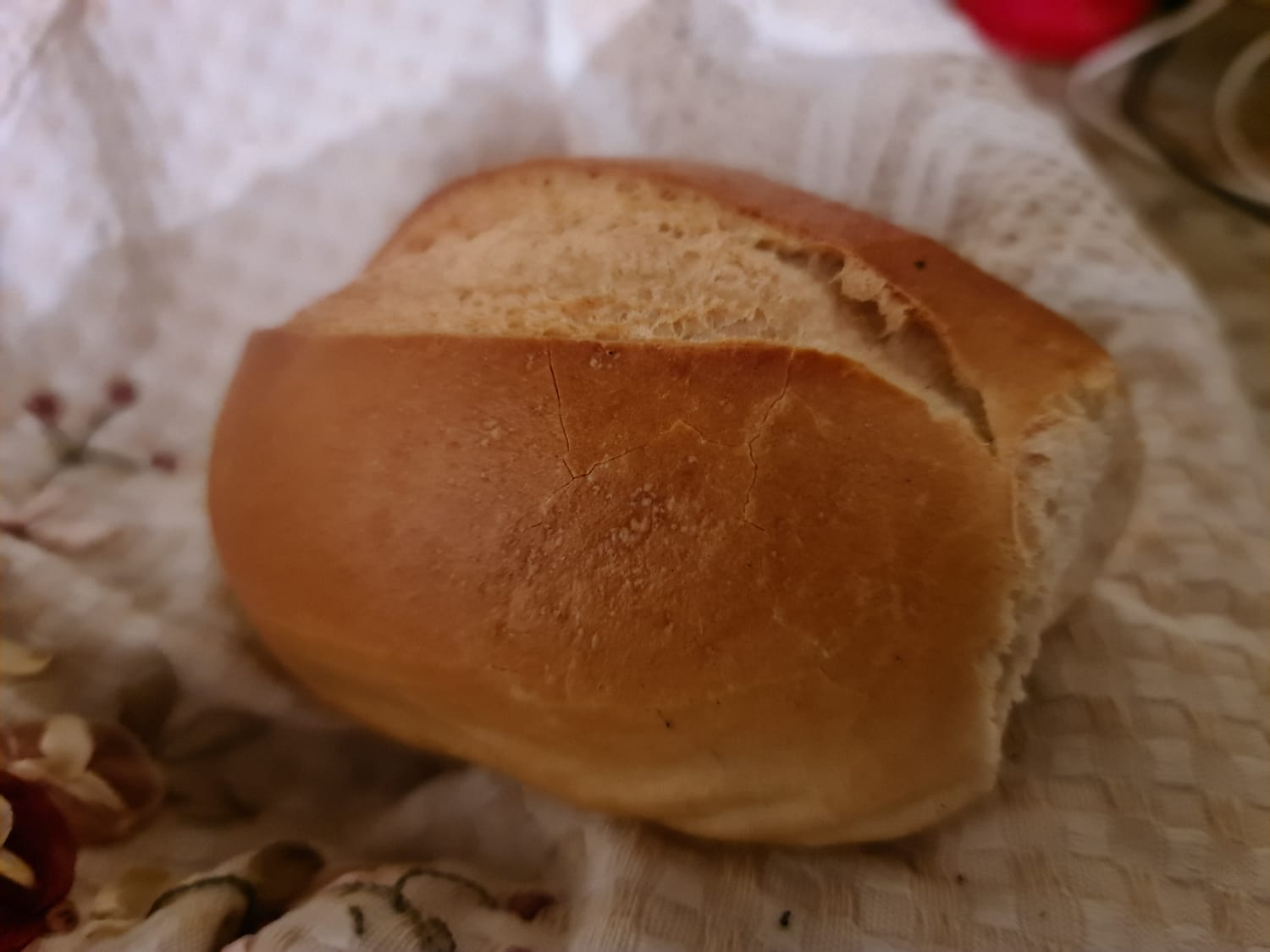
판 펠리페 (우루과이)
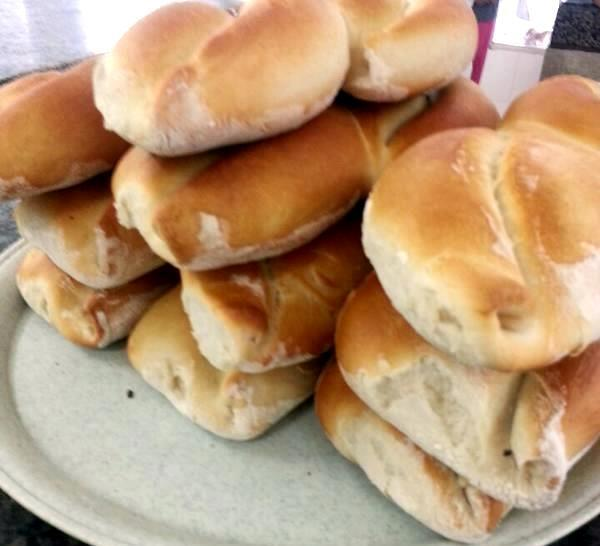
판 프란세스 (멕시코)
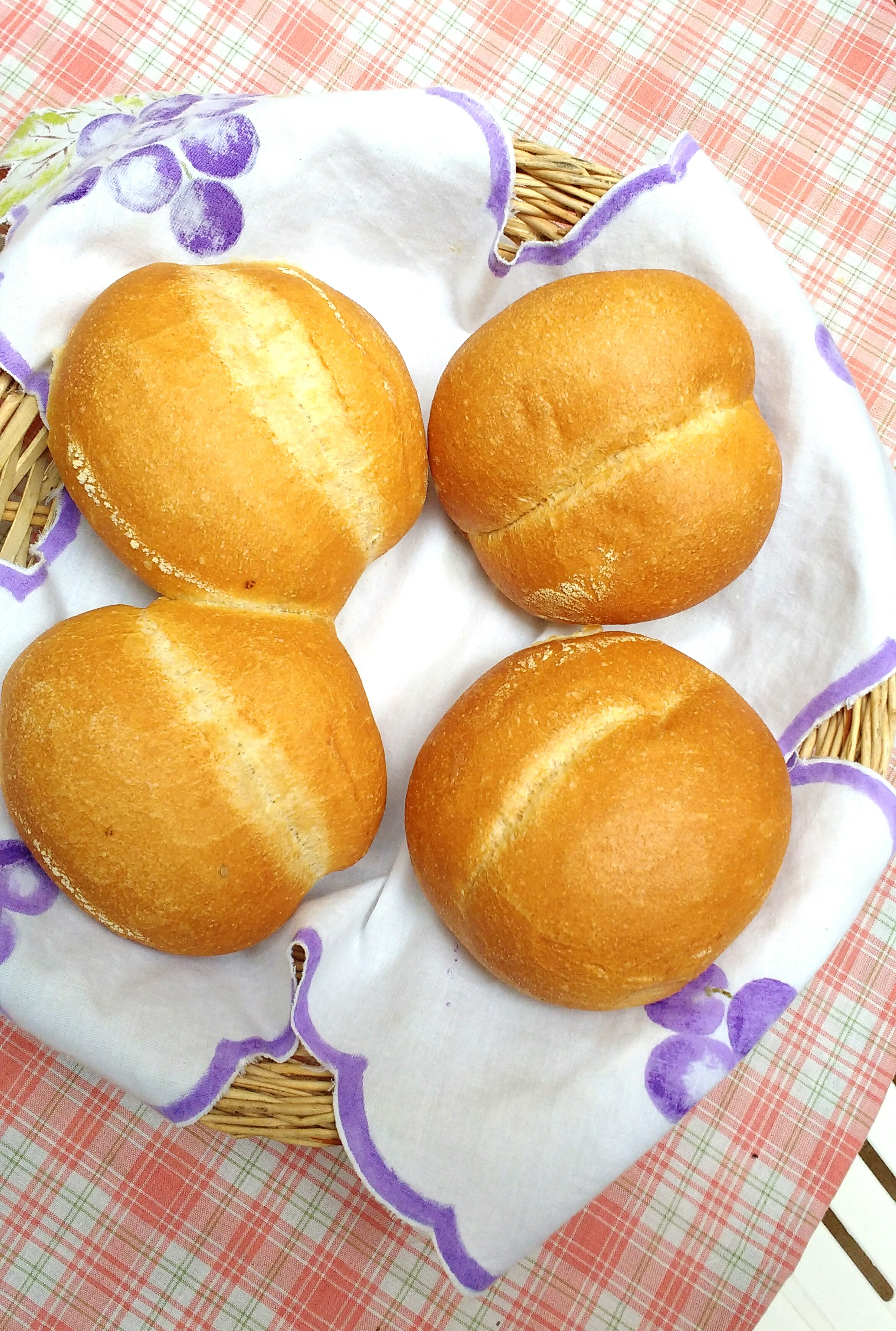
판 프란세스 (페루)
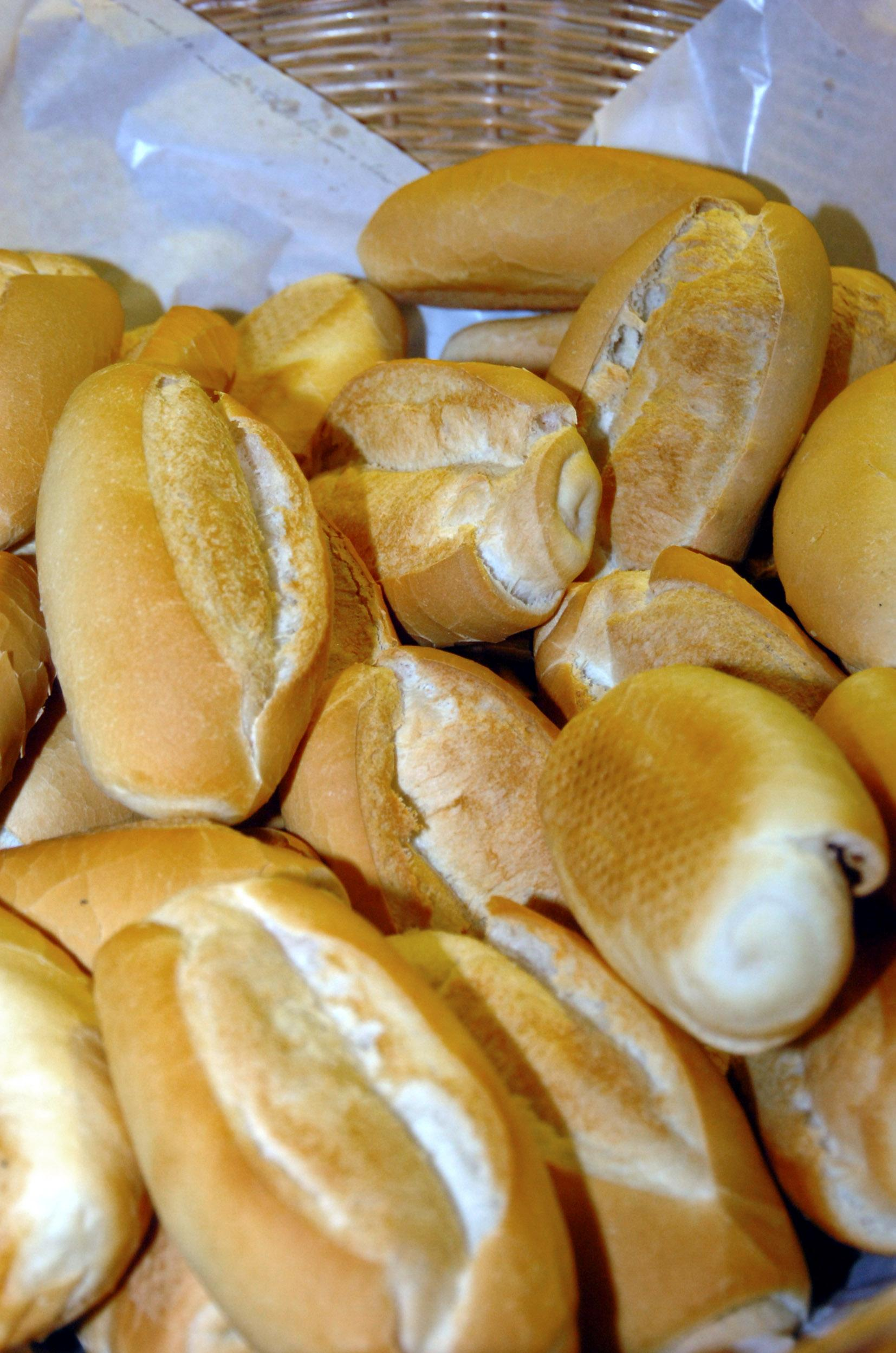
팡 프란세스 (브라질)
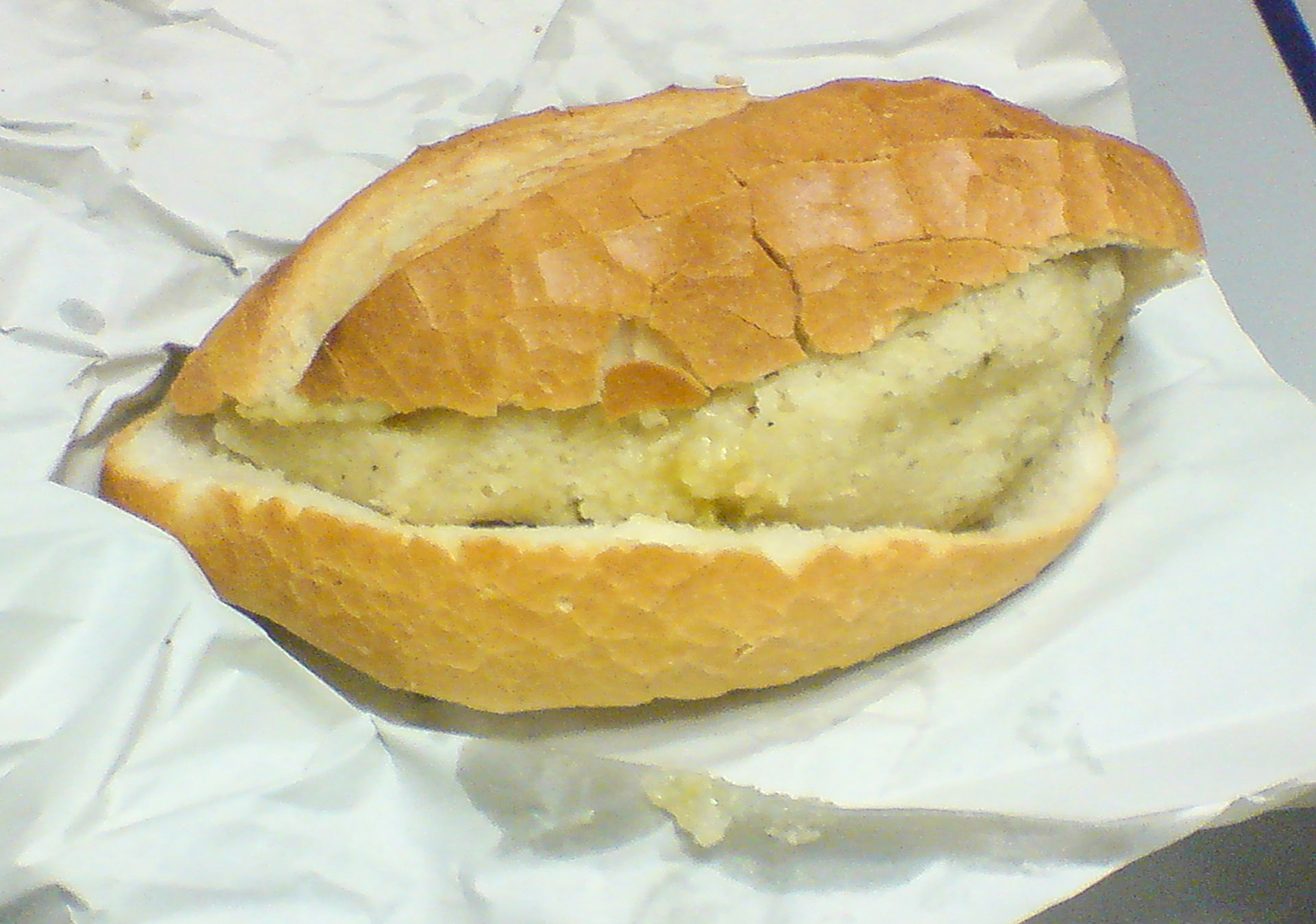
과홀로타
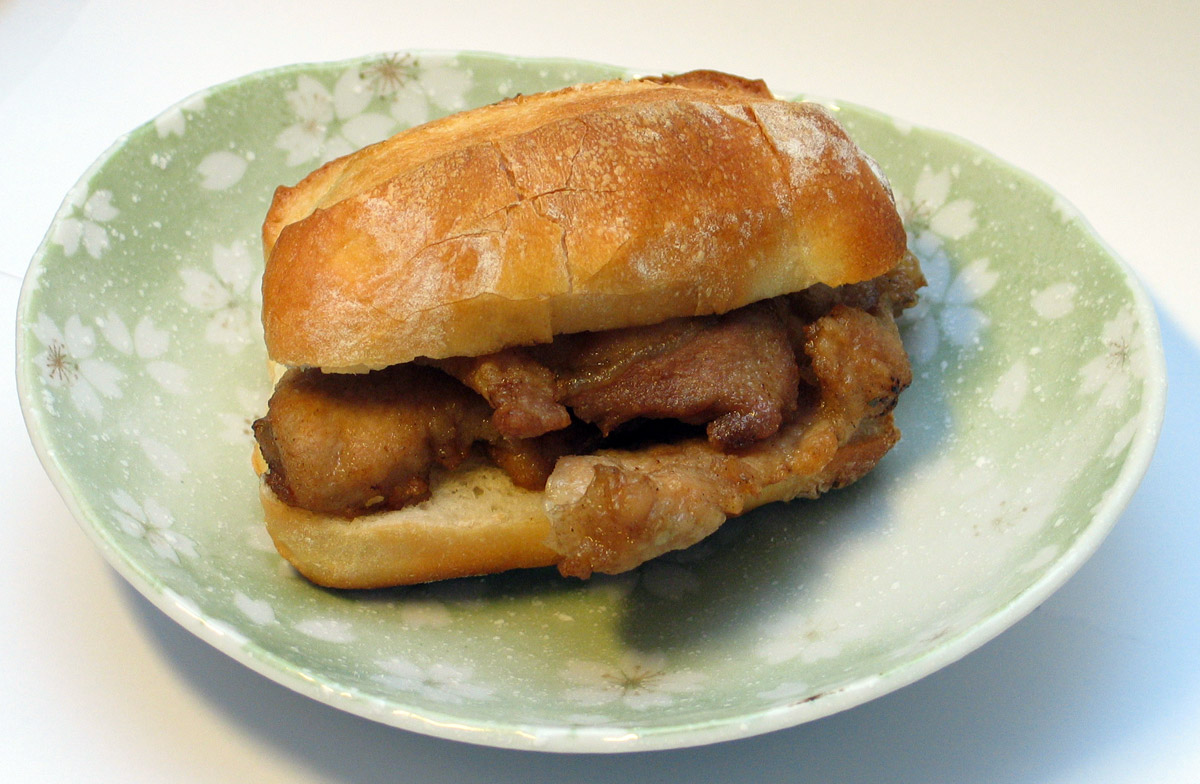
쥐파바우
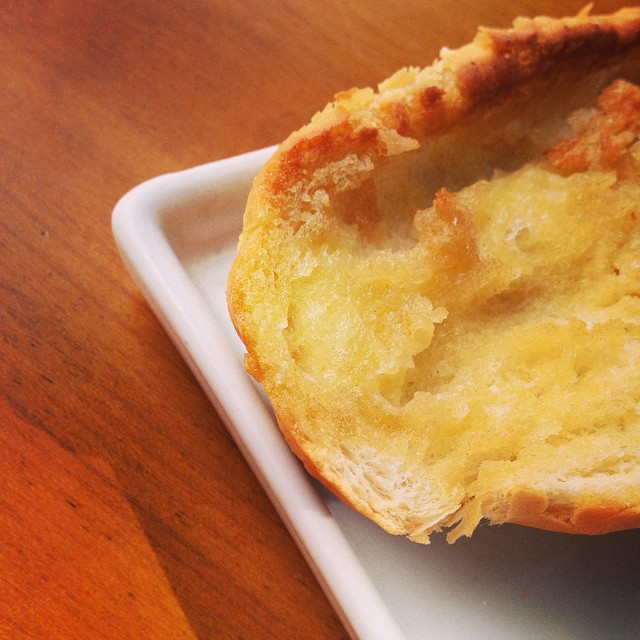
팡 나 샤파

## 같이 보기
- 바게트
- 파푸세쿠
- 피스톨레